# Clement Gerardus Maria van Baar
Clement Gerardus Maria van Baar (Purmerend, 21 november 1894 – 21 mei 1979) was een Nederlands burgemeester.
Hij was directeur van de Oscar Smit's Bank (later opgegaan in de NMB) in Purmerend en was daarnaast ook actief in de lokale politiek. Zo was hij lid van de gemeenteraad van Purmerend en is daar ook wethouder geweest. In 1934 werd Van Baar benoemd tot burgemeester van Oude Niedorp en vier jaar later volgde zijn benoeming tot burgemeester van Edam. 
In de oorlog betoonde Van Baar zich een getrouw uitvoerder van de Duitse verordeningen, wat ook inhield dat hij meewerkte aan de vervolging en arrestatie van de Joden in Edam. 21 Joodse plaatsgenoten werden in de vernietigingskampen vermoord. Na de landing van de Geallieerden in Frankrijk, in de zomer van 1944, veranderde Van Baar van standpunt en ging hij samenwerken met de illegaliteit. In november 1944 werd hij als burgemeester ontslagen en opgevolgd door een NSB'er. 
Na de bevrijding keerde Van Baar terug als burgemeester van Edam, maar werd vanwege zijn pro-Duitse houding tijdens de oorlog geschorst. Er volgde een lang zuiveringsproces, uiteindelijk werd Van Baar alleen veroordeeld voor zijn economische collaboratie. Deze veroordeling bleef binnenskamers. Dit maakte het mogelijk dat Van Baar ondanks de collaboratie met de Duitsers kon terugkeren als burgemeester van Edam. Hij zou die functie blijven vervullen tot zijn pensionering in december 1959. 
In Volendam, één van de kernen van wat nu de gemeente Edam-Volendam heet, is naar hem de ‘Burgemeester van Baarstraat vernoemd. Dit is gebeurd op initiatief van Van Baar zelf, die in februari 1958 het eigen eerbetoon in de gemeente met een raadsbesluit liet bezegelen. 
Op 4 december 2022 heeft het Centraal Joods Overleg (CJO) aan de huidige burgemeester van Edam-Volendam mevrouw Lieke Sievers gevraagd de straatnaam te verwijderen. Het CJO geeft aan dat het eren van Van Baar duidelijk een faux pas is geweest in de naoorlogse politieke constellatie en dat bovendien de tijden en inzichten zijn veranderd. Zo heeft minister-president Mark Rutte op 26 januari 2020 zijn excuses aangeboden aan de Joodse gemeenschap voor het eigen falen van de Nederlandse overheid en haar functionarissen, die aan de Holocaust hebben meegewerkt. 
Het is nu tijd, aldus het Centraal Joods Overleg, om Van Baar van de straatnaambordjes te halen en Van Baar zijn ereburgerschap te ontnemen: ‘Wie de Holocaust levend wil houden, kan niet langer passief blijven.’    